# Zaclys
Genre
Zaclys est un genre de gastéropodes marins d'Australie et de Nouvelle-Zélande.
Selon World Register of Marine Species (3 novembre 2014) :
- Zaclys murdochi B. A. Marshall, 1978
- Zaclys sarissa (Murdoch, 1905)
- Zaclys semilaevis (Tenison-Woods, 1877)
- Zaclys styliferus Cotton, 1951